# Katarzyna Zdziebło
Katarzyna Zdziebło (* 28. November 1996 in Mielec) ist eine polnische Geherin. Bei den Weltmeisterschaften 2022 in Eugene gewann sie in beiden Gehdisziplinen die Silbermedaille.

## Sportliche Laufbahn
Katarzyna Zdziebło bestritt im Jahr 2011 ihre ersten Wettkämpfe im Gehen gegen die nationale Konkurrenz. Im Jahr darauf siegte sie über 3000 Meter bei den U18-Hallenmeisterschaften Polens. 2013 qualifizierte sie sich für die U18-Weltmeisterschaften in Donezk, bei denen sie über 5000 Meter an den Start ging und mit einer Zeit von 23:50,37 min den achten Platz belegte. Im Jahr drauf erreichte sie die nächsthöhere Altersklasse und wurde zunächst Polnische Juniorenmeisterin über die 10-km-Distanz. Einen Monat später startete sie bei den U20-Weltmeisterschaften in den USA erneut über diese Distanz und erreichte mit neuer Bestzeit von 47:10,01 min als Elftplatzierte das Ziel. 2015 gewann Zdziebło erneut bei den Juniorenmeisterschaften, sowohl in der Halle als auch in der Freiluft sowie die Bronzemedaille bei den nationalen Hallenmeisterschaften der Erwachsenen. Im Juli startete sie bei den U20-Europameisterschaften in Schweden und konnte abermals ihre Bestzeit steigern. Diesmal belegte sie den zehnten Platz. 2016 bestritt sie dann ihre ersten Wettkämpfe auf der 20-km-Distanz der Erwachsenen.
Nachdem Zdziebło 2017 nur einen Wettkampf bestreiten konnte, gewann sie 2018 mit Platz 1 bei den Polnischen Hallenmeisterschaften ihren ersten nationalen Meistertitel. Im April verbesserte sie ihre 20-km-Zeit auf 1:32:50 h und qualifizierte sich damit auch für die Europameisterschaften in Berlin. Bei diesen ging sie im August an den Start und belegte bei ihrer EM-Premiere schließlich den 21. Platz. Ihrem Polnischen Meistertitel aus dem Februar 2018 fügte sie seitdem sechs weitere Titel in Halle und Freiluft hinzu (Stand 2022). 2019 trat Zdziebło im Juli zur Universiade in Neapel an und konnte den achten Platz belegen. Ende September startete sie in Doha bei ihren ersten Weltmeisterschaften und erreichte, wie bereits bei den Europameisterschaften, als 21. das Ziel. 2020 erfüllte sie mit ihrer Siegeszeit bei den Polnischen Meisterschaften von 1:30:41 die Qualifikation für die 2021 Olympischen Sommerspiele in Tokio. 2021 verbesserte sie sich im Mai auf eine Bestzeit von 1:29:57 h. Anfang August ging sie bei den Spielen an den Start, bei denen die Gehwettbewerbe in Sapporo ausgetragen wurden, und belegte bei ihrem Olympiadebüt nach 1:31:29 h den zehnten Platz. Später im Oktober verbesserte sie den polnischen Nationalrekord über die 35-km-Distanz auf 2:50:54 h.
2022 trat sie zu ihren zweiten Weltmeisterschaften an. Dort stellte sie in 1:27:31 h einen neuen Nationalrekord Polens auf und konnte damit die Silbermedaille hinter der Peruanerin Kimberly García León gewinnen. Das gleiche Ergebnis ergab sich kurz darauf auch über die erstmals bei Weltmeisterschaften ausgetragene 35-km-Distanz. Nach dem doppelten Silbererfolg bei den Weltmeisterschaften, trat sie einen Monat später bei den Europameisterschaften in München an und konnte dort über 20 km eine weitere Silbermedaille gewinnen. 2023 trat sie in Budapest erneut bei den Weltmeisterschaften an, wurde im Wettkampf über 20 km allerdings disqualifiziert. Auch im Wettkampf über 35 km wurde sie einige Tage später disqualifiziert.

## Wichtige Wettbewerbe
| Jahr              | Veranstaltung             | Ort               | Platz             | Disziplin          | Zeit              |
| Startet für Polen | Startet für Polen         | Startet für Polen | Startet für Polen | Startet für Polen  | Startet für Polen |
| ----------------- | ------------------------- | ----------------- | ----------------- | ------------------ | ----------------- |
| 2013              | U18-Weltmeisterschaften   | Donezk            | 8.                | 5000 m Bahngahen   | 23:50,37 min      |
| 2014              | U20-Weltmeisterschaften   | Eugene            | 11.               | 10.000 m Bahngehen | 47:10,01 min      |
| 2015              | U20-Europameisterschaften | Eskilstuna        | 10.               | 10.000 m Bahngehen | 46:31,38 min      |
| 2018              | Europameisterschaften     | Berlin            | 21.               | 20 km Gehen        | 1:36:01 h         |
| 2019              | Universiade               | Neapel            | 8.                | 20 km Gehen        | 1:38:56 h         |
| 2019              | Weltmeisterschaften       | Doha              | 21.               | 20 km Gehen        | 1:38:44 h         |
| 2021              | Olympische Sommerspiele   | Tokio             | 10.               | 20 km Gehen        | 1:31:29 h         |
| 2022              | Weltmeisterschaften       | Eugene            | 2.                | 20 km Gehen        | 1:27:31 h         |
| 2022              | Weltmeisterschaften       | Eugene            | 2.                | 35 km Gehen        | 2:40:03 h         |
| 2022              | Europameisterschaften     | München           | 2.                | 20 km Gehen        | 1:29:20 h         |
| 2023              | Weltmeisterschaften       | Budapest          |                   | 20 km Gehen        | DSQ               |
| 2023              | Weltmeisterschaften       | Budapest          |                   | 35 km Gehen        | DSQ               |

## Persönliche Bestleistungen
Freiluft
- 5000-m-Bahngehen: 21:13,69 min, 29. August 2020, Włocławek
- 10.000-m-Bahngehen: 45:10,15 min, 9. April 2022, Warschau
- 20 km Gehen: 1:27:31 h, 15. Juli 2022, Eugene, (polnischer Rekord)
- 35 km Gehen: 2:40:03 h, 22. Juli 2022, Eugene, (polnischer Rekord)

Halle
- 3000-m-Gehen: 12:39,95 min, 21. Februar 2021, Toruń